# Les mystères de Paris
Les mystères de Paris er en fransk stumfilm fra 1922 af Charles Burguet.

## Medvirkende
- Huguette Duflos som Fleur-de-Marie
- Georges Lannes som Rodolphe
- Andrée Lionel som Sarah MacGrégor
- Camille Bardou som Le Chourineur
- Suzanne Bianchetti som La marquise d'Harville
- Paul Vermoyal som Maître Ferrand
- Gilbert Dalleu